# Volkswagen Polo GTI R5

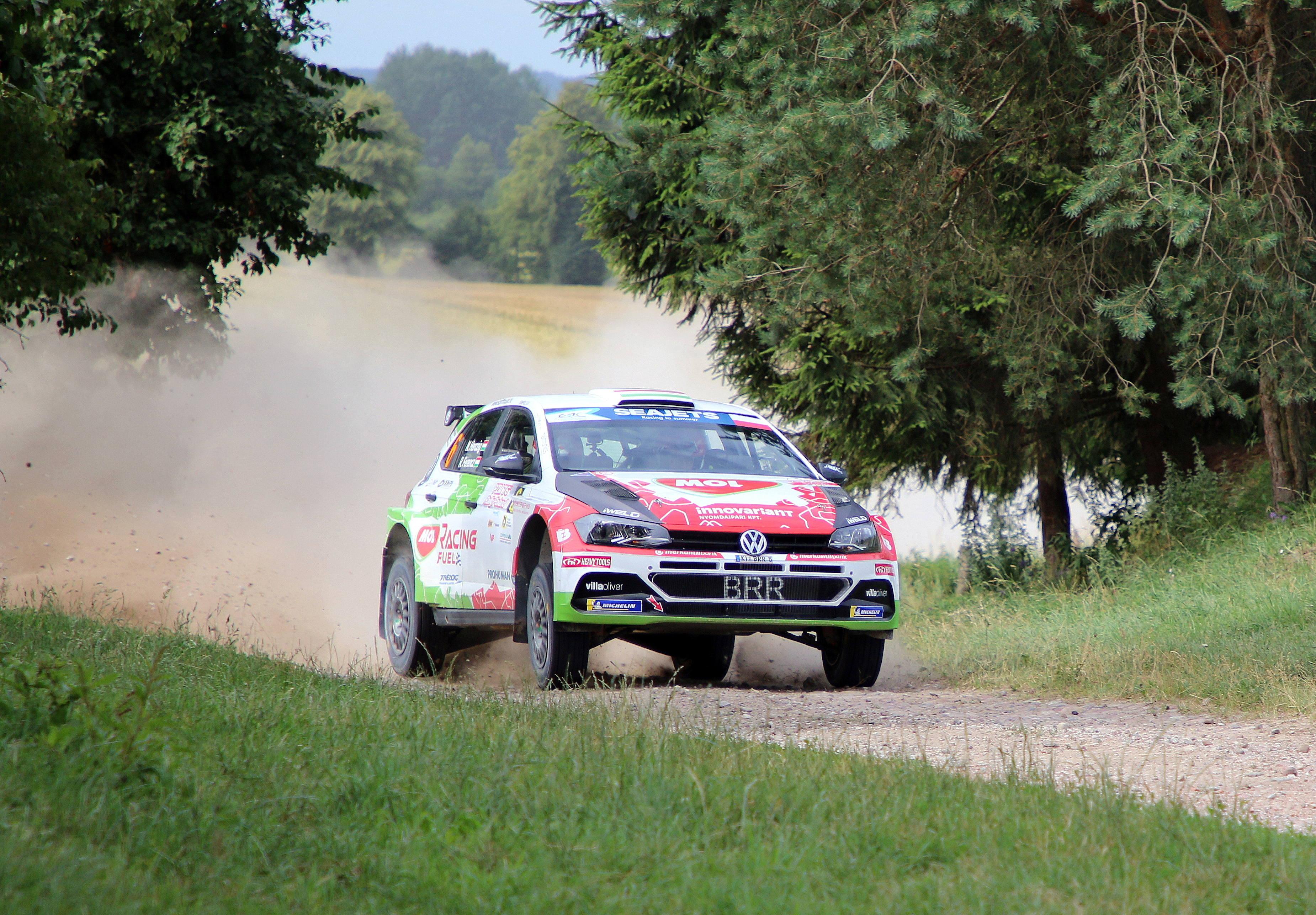
Volkswagen Polo GTI R5 podczas Rajdu Polski

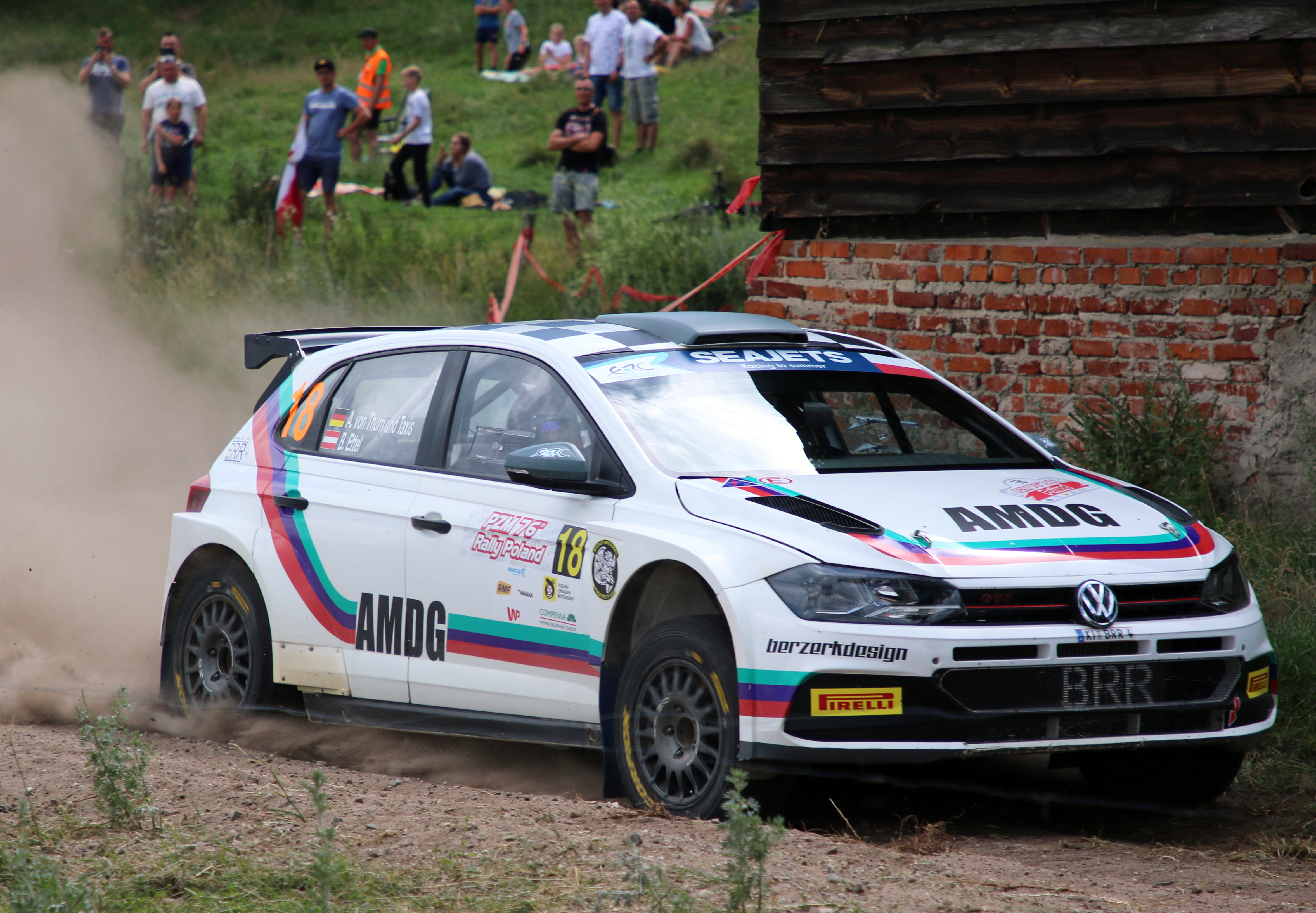

Volkswagen Polo GTI R5 – samochód rajdowy kategorii RC 2, klasy R5 (WRC2), który pokazany został na torze Circuito Mallorca Renna Arena na Majorce w roku 2017, powstały na bazie szóstej generacji modelu Polo. Podczas jego budowy inżynierowie firmy Volkswagen wykorzystali doświadczenie i wiedzę zdobyte podczas startów w rajdowej klasie WRC modelu Volkswagen Polo R WRC. W Rajdowych Mistrzostwach Świata zadebiutował w sezonie 2018 w Rajdzie Hiszpanii.

## Dane techniczne[3]
- Nadwozie – 5-drzwiowe
- Zawieszenie – kolumny McPhersona z przodu i z tyłu
- Silnik turbodoładowany, czterocylindrowy, z bezpośrednim wtryskiem paliwa, z 32 mm zwężką
- Pojemność skokowa – 1600 cm³
- Moc maksymalna – 272 KM przy 5500 obr./min
- Maksymalny moment obrotowy – 400 Nm przy 4000 obr./min
- Skrzynia biegów – sekwencyjna, pięciobiegowa
- Hamulce – tarcze hamulcowe wentylowane średnicy 350 mm na asfalcie i 300 mm na szutrze, zaciski hamulcowe aluminiowe czterotłoczkowe tył i przód
- Koła: asfalt 8’x18’/szuter 7’x15’
- Opony: asfalt 20/65-18 (235/40-R18)/szuter: 17/65-15 (215/60-R15)
- Masa własna pojazdu – 1230 kg
- Przyspieszenie 0-100 km/h – ok. 4,1 s
- Długość/szerokość/wysokość – 4067/1942/1372 mm
- Napęd 4×4, wyposażony w osobne, mechaniczne dyferencjały na każdej z osi
- Prędkość maksymalna – do ok. 200 km/h, w zależności od przełożenia

## Sukcesy w rajdach
Zwycięstwa w Rajdowych Mistrzostwach Świata (WRC 2)
| Nr | Rajd             | Sezon | Kierowca            | Pilot           |
| -- | ---------------- | ----- | ------------------- | --------------- |
| 1  | 67. Rajd Szwecji | 2019  | Ole Christian Veiby | Jonas Andersson |
Zwycięstwa w Rajdowych Mistrzostwach Europy (ERC)
| Nr | Rajd             | Sezon | Kierowca          | Pilot          |
| -- | ---------------- | ----- | ----------------- | -------------- |
| 1  | Rajd Lipawy 2019 | 2019  | Oliver Solberg    | Aaron Johnston |
| 2  | Rajd Cypru 2019  | 2019  | Nasser Al-Attiyah | Mathieu Baumel |